# Tem (épouse de Montouhotep II)
Pour les articles homonymes, voir Tem.
Tem est une reine consort égyptienne de la XIe dynastie, une épouse du roi Montouhotep II et la mère de Montouhotep III. Elle a été enterrée dans la tombe DBXI.15, découverte en 1859 dans l'espace funéraire de son mari à Deir el-Bahari. 
Elle a survécu à son mari et a été enterrée pendant le règne de son fils. Il est probable qu'elle était d'origine plus modeste, car il n'y a aucune preuve dans sa tombe qui pointe vers une origine royale. Elle n'est nommée que sur son sarcophage et sur une table d'offrandes. Ses titres sont « épouse bien-aimée du roi » (ḥmt-nswt mrjj.t = f), « mère du roi » (mwt-nswt), « mère du roi de la Haute et de la Basse Égypte » (mwt-nswt-bjtj), « grand sceptre » (wr.t-ḥt=s). 